# Sebastià Juan Arbó
Sebastià Juan Arbó (n. 28 octombrie 1902 – d. 1984) a fost prozator catalan.
Romanele sale, în tonuri dure și dramatice, descriu lumea rurală și urbană a Cataloniei.

## Opera
- 1931: Lupta inutilă ("L'inutil combat");
- 1931: Ținutul Ebrului ("Terres de l'Ebre");
- 1946: Tino Costa ("Tino Costa");
- 1946: Cervantes ("Cervantes");
- 1947: Pe pietrele cenușii ("Sobre las piedras grisas").